# Yakovlev Yak-40
Dimensions
Le Yakovlev Yak-40 (Code OTAN : Codling) est un avion de transport régional triréacteur de la société soviétique puis russe Yakovlev.
Son premier vol date de 1966. Il a été mis en service en septembre 1968 par l'Aeroflot.

## Développement
Au début des années 1960, les lignes internationales et nationales de la compagnie aérienne nationale soviétique Aeroflot étaient exploitées par des avions de ligne à réacteurs ou turbopropulseurs mais leurs services locaux, dont beaucoup opéraient des aérodromes en herbe, étaient exploités par des avions obsolètes à moteur à pistons tels que l'Iliouchine Il-12, Il-14 et Lissounov Li-2. L'Aeroflot voulait remplacer ces avions âgés par un avion à turbine, le bureau d'étude Yakovlev étant chargé de concevoir le nouvel avion.
Une haute vitesse n'était pas requise mais l'avion devrait fonctionner en toute sécurité et de manière fiable à partir d'aéroports mal équipés avec une piste courte (moins de 700 m (2300 pi)) non goudronnée et dans de mauvaises conditions météorologiques.
Yakovlev a étudié deux modèles à turbopropulseurs et réacteurs pour répondre à l'exigence, et aussi le décollage et atterrissage vertical (ADAV) avec réacteurs de sustentation dans le fuselage ou dans les nacelles montées sur l'aile. Finalement ils se sont arrêtés sur un tri-réacteur à ailes droites emportant de 20 à 25 passagers. Les moteurs devaient utiliser les nouveaux turboréacteurs AI-25 développés par Ivtchenko à Zaporijia en Ukraine.

## Conception
Le Yak-40 est monoplan, ailes basses cantilever avec des ailes droites, une grande queue en T et un train tricycle rétractable. La cabine des passagers est à l'avant de l'aile, avec le fuselage arrière court portant les trois turboréacteurs à double flux, avec deux moteurs montés sur de courtes poutres sur le côté du fuselage et un troisième moteur dans le fuselage arrière, avec une entrée d'air dorsale en S, qui fait office de groupe auxiliaire de puissance, pour permettre le démarrage des moteurs sans appui au sol sur les aérodromes non équipés,.
Les trois moteurs AI-25 sont des moteurs à deux arbres pour une poussée de 14,7 kN chacun. Les moteurs n'ont pas de jetpipes et initialement pas d'inverseurs de poussée,.
Le fuselage pressurisé a un diamètre de 2,4 m. Pilote et copilote sont assis côte-à-côte dans le poste de pilotage de l'avion. La cabine passagers a une disposition classique de 24 à 27 passagers sur trois sièges de front, 32 passagers peuvent être transportés avec un passage à quatre sièges de front. Les passagers entrent dans l'avion par un escalier ventral escamotable à l'arrière du fuselage,.
L'aile est équipée avec un grand bord de fuite à volets à fente, mais n'a pas d'autres dispositifs hypersustentateurs, se fondant sur la faible charge alaire de l'avion pour donner les performances de décollage et d'atterrissage courts obligatoires. Les ailes se joignent à l'axe de l'avion, avec le longeron principal allant d'un bout d'une aile à l'autre. Les réservoirs de carburant sont intégrés aux ailes avec une capacité de 3 800 litres. L'avion a un grand aileron arrière en flèche à 50 degrés pour reculer le stabilisateur et compenser le fuselage court vers l'arrière. L'empennage horizontal est lui-même droit,.

## Histoire opérationnelle
Le premier des cinq prototypes construits a effectué son vol inaugural le 21 octobre 1966. La production a été lancée à l'usine de Saratov Aviation en 1967 et la certification de type soviétique accordée en 1968. Le premier passager transporté le 30 septembre 1968 par Aeroflot. En 1974, une nouvelle version a été lancée, avec une autonomie augmentée, la porte avant sur le côté droit du fuselage a changé de place - elle était située conjointement avec le sixième hublot.
En 1975, la dernière mise à niveau du Yak-40 a eu lieu - le nombre de fenêtres de la cabine côté droit a changé de neuf à huit.
Quand la production a pris fin en novembre 1981, l'usine de Saratov avait produit 1 011 avions. En 1993 les Yak-40 exploités par Aeroflot avaient transporté 354 millions de passagers. En plus d'être l'acteur principal des opérations locales d'Aeroflot, desservant 276 destinations domestiques en 1980, le Yak-40 a été également un succès à l'exportation. De plus, le Yak-40 est le premier avion russe/soviétique à obtenir le certificat de vol en Italie et en Allemagne de l'Ouest. Il a été présenté dans 75 pays du monde, y compris aux États-Unis, où des commandes de Yak-40 ont été faites.
Un total de 130 ont été exportés vers l'Afghanistan, l'Angola, la Bulgarie, le Cambodge, Cuba, la Tchécoslovaquie, la Guinée équatoriale, l'Éthiopie, l'Allemagne, le Guatemala, le Honduras, la Hongrie, l'Italie, le Laos, Madagascar, les Philippines, la Pologne, la Syrie, le Viêt Nam, la Yougoslavie et la Zambie,.

## Variantes

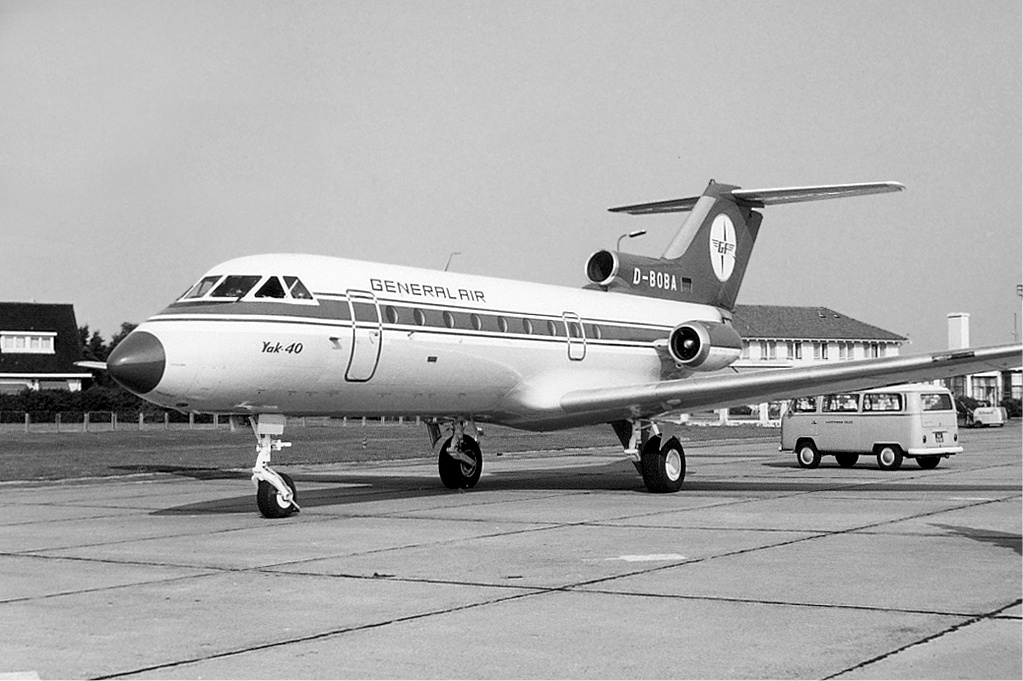
Un Yak-40EC de General Air à l'aéroport de Groningue-Eelde dans les années 1970.

- Yak-40 - Le premier modèle de production.
- Yak-40-25 conversion militaire avec le nez d'un MiG-25R et installation de SRS-4A ELINT.
- Yak-40 Akva (Aqua) - conversion militaire avec sonde de nez, des capteurs, et brouilleur actif.
- Yak-40D (Dal'niy - longue distance) - avec portée de vol augmentée.
- Yak-40EC - version d'exportation.
- Yak-40 Fobos (Phobos) - conversion militaire avec deux dômes dorsaux de visualisation et une fenêtre amovible de chaque côté.
- Yak-40K - fret / convertible / combi avec une grande porte de chargement. Produit en 1975-1981.
- Yak-40 Kalibrovshchik - conversion militaire de surveillance une «ferme» de la lame, dipôles et antennes planes.
- Yak-40L - Version proposée avec deux Lycoming LF507-1N, un programme conjoint entre Skorost et Textron (maintenant Allied-Signal) Lycoming. La conception originale aurait eu une aile avec une légère flèche.
- Yak-40 Liros - conversion militaire avec sonde de nez portant capteurs données.
- Yak-40M - Projet de version allongée de 40 places passagers.
- Yak-40 M-602 - banc d'essai en vole avec un turbopropulseur tchécoslovaque M 602 installé dans le nez.
- Yak-40 Meteo - conversion militaire avec des antennes dipolaires multipolaire.
- Yak-40P - Yak-40L avec de grandes nacelles saillie en avant des ailes.
- Yak-40REO - conversion militaire avec grand canot ventrale pour linescan IR. Lateral observation blister sur le côté droit.
- Yak-40 Shtorm - conversion militaire avec plusieurs sondes et capteurs sur les parois latérales avant.
- Yak-40TL - Projet version améliorée, devant être propulsée par trois turboréacteurs Lycoming LF 507 .
- Yak-40V - version Export motorisée avec par trois turboréacteurs AI-25T.

## Opérateurs

### Opérateurs civils

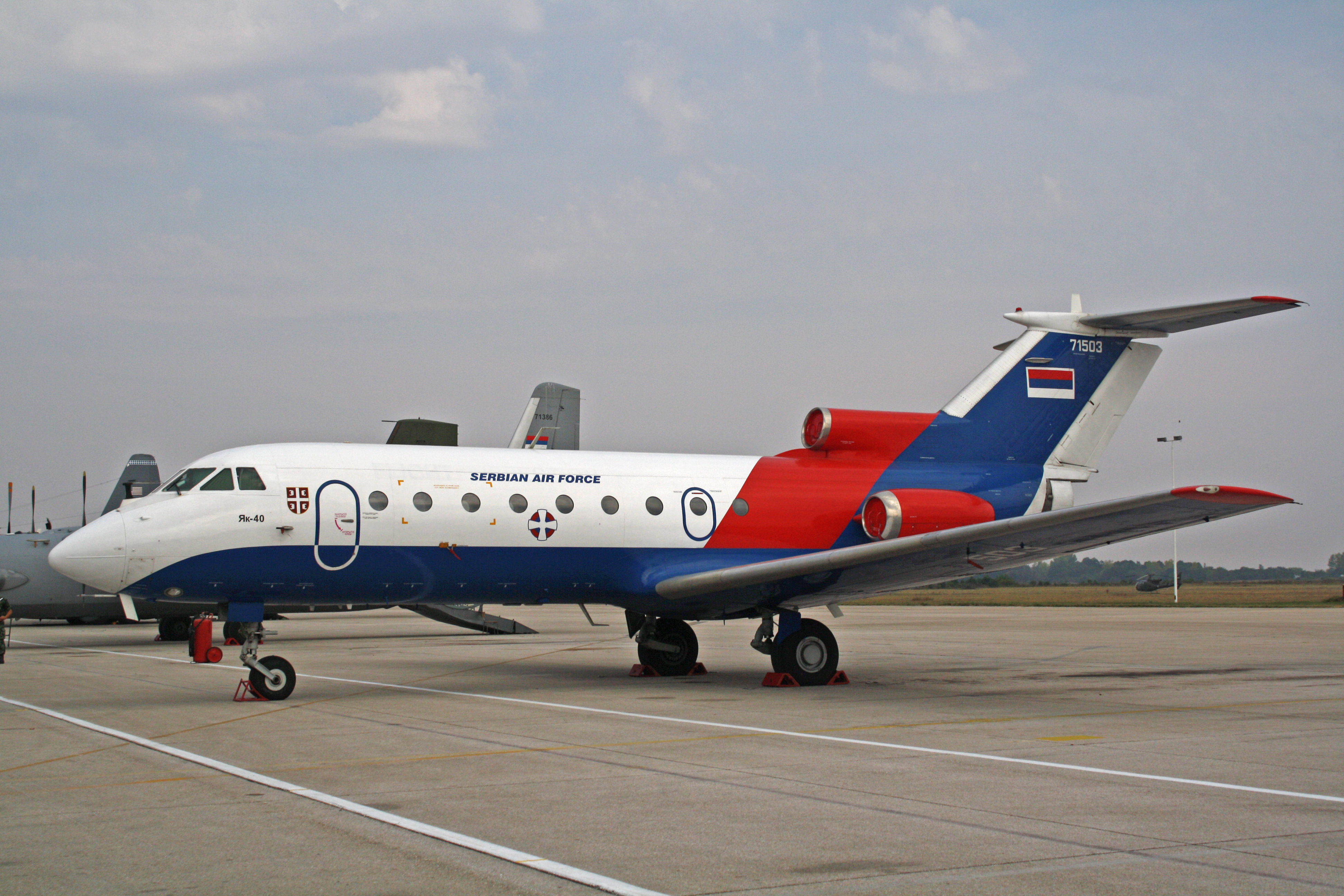
Yak-40 des Forces aériennes serbes.

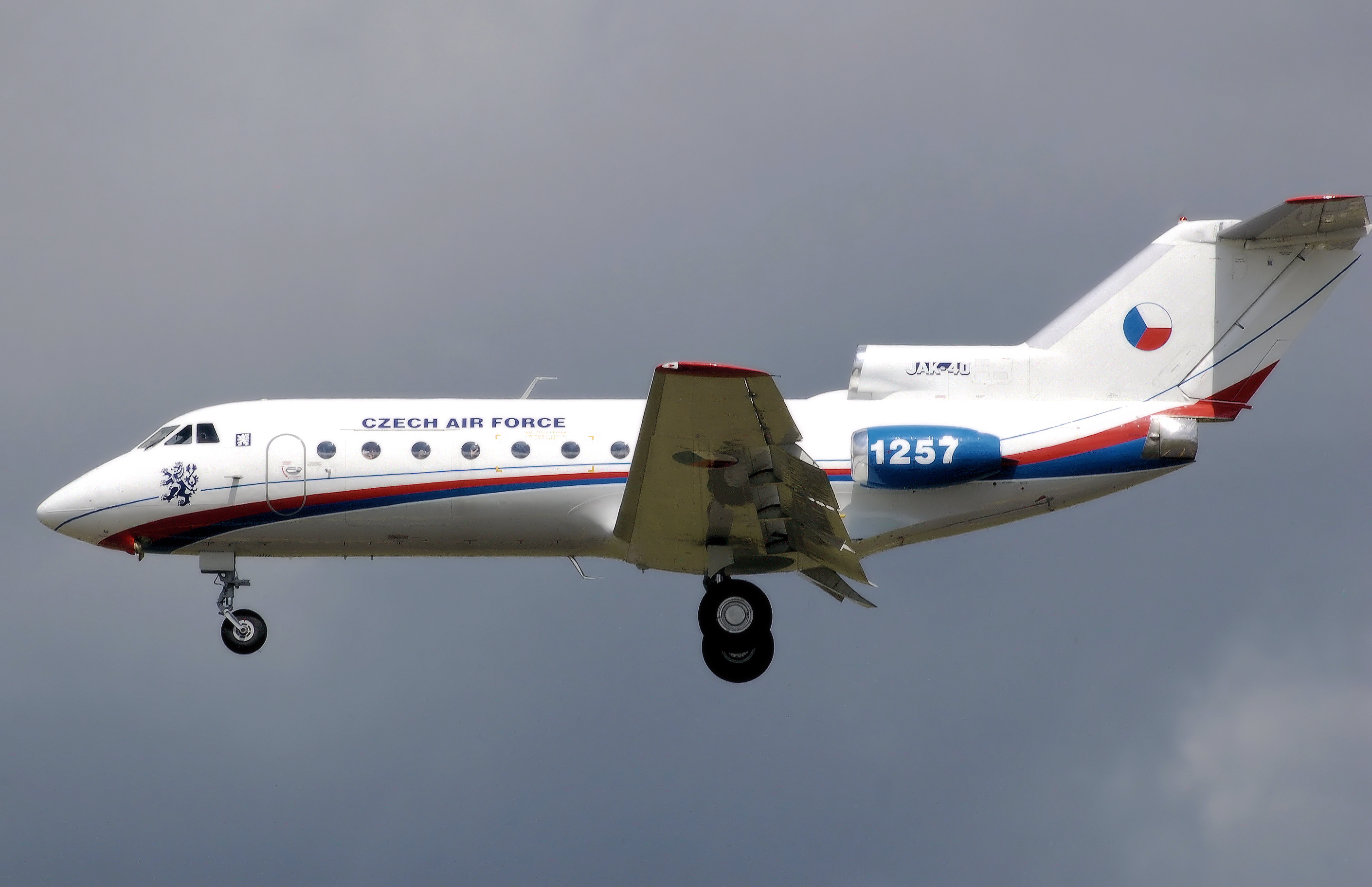
Atterrissage d'un Yak-40 de la Force aérienne tchèque.

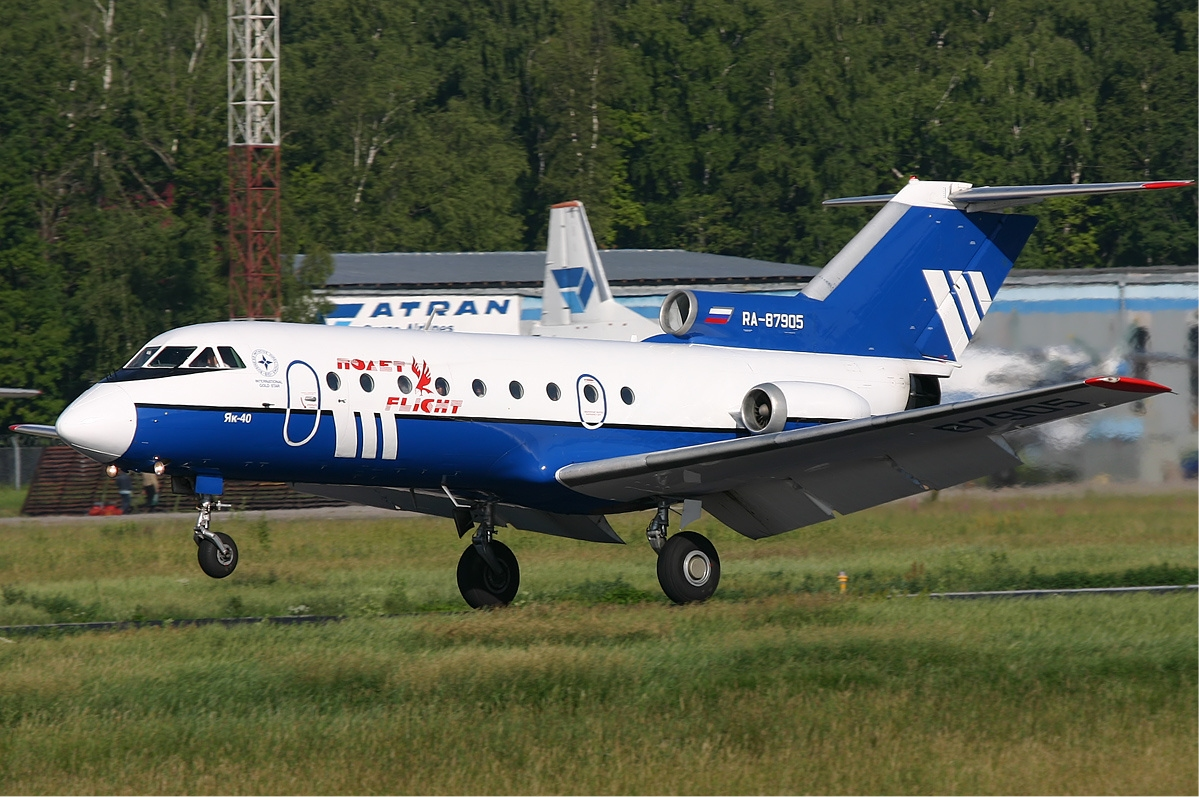
Yak-40 Polet Airlines au décollage.

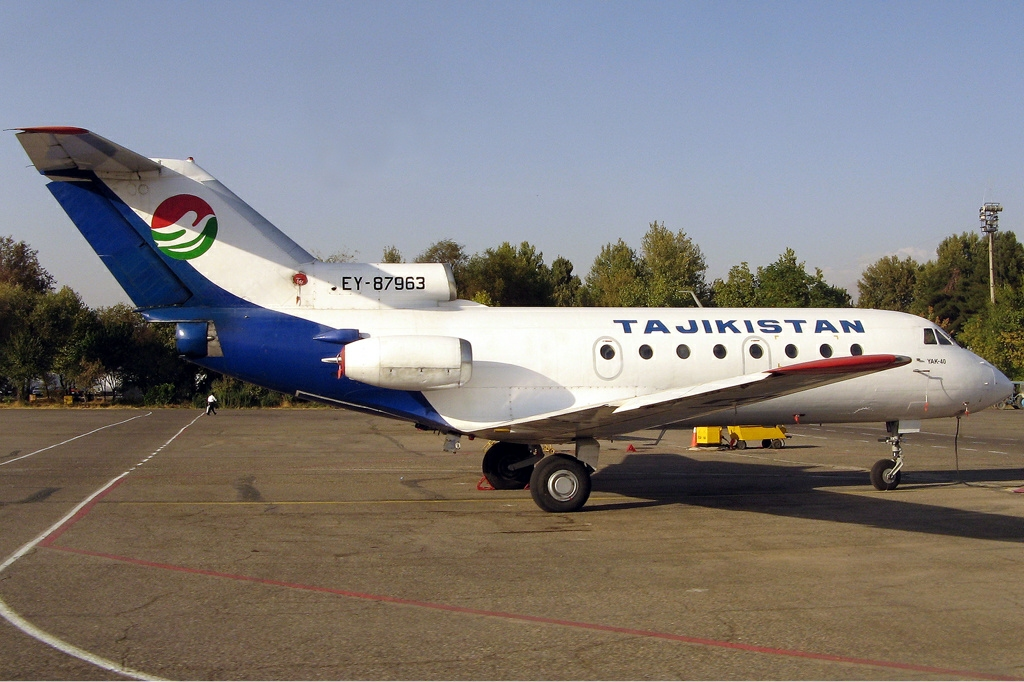
Yak-40 Tajik Air.

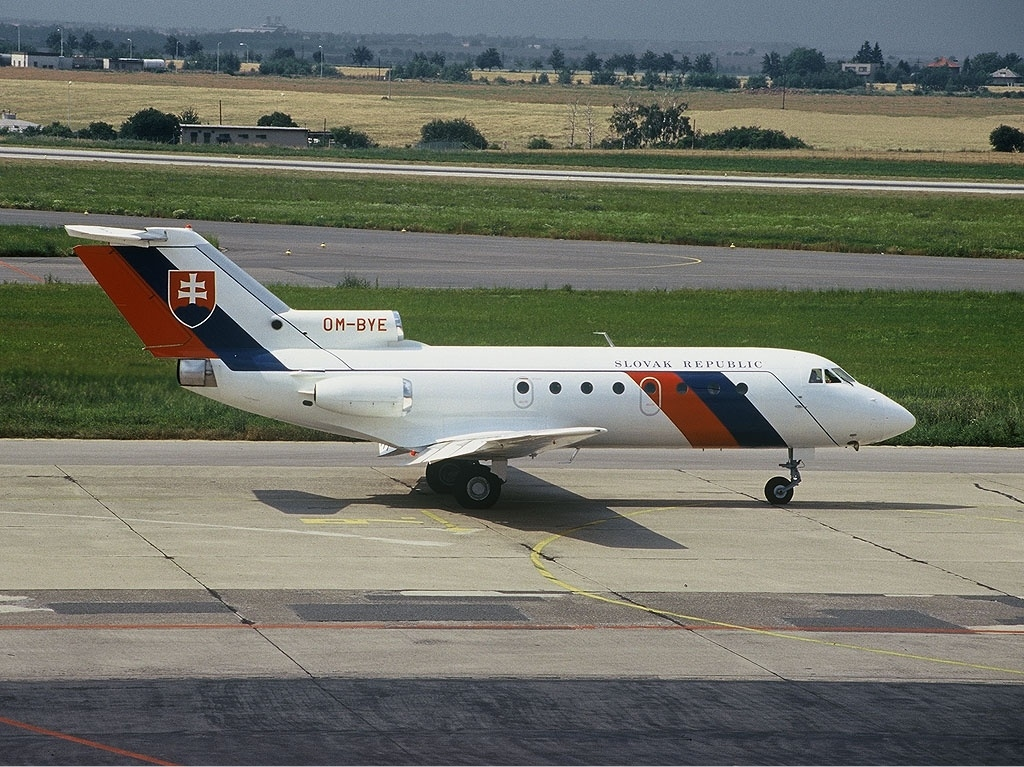
Yak-40 du service aérien du gouvernement slovaque.

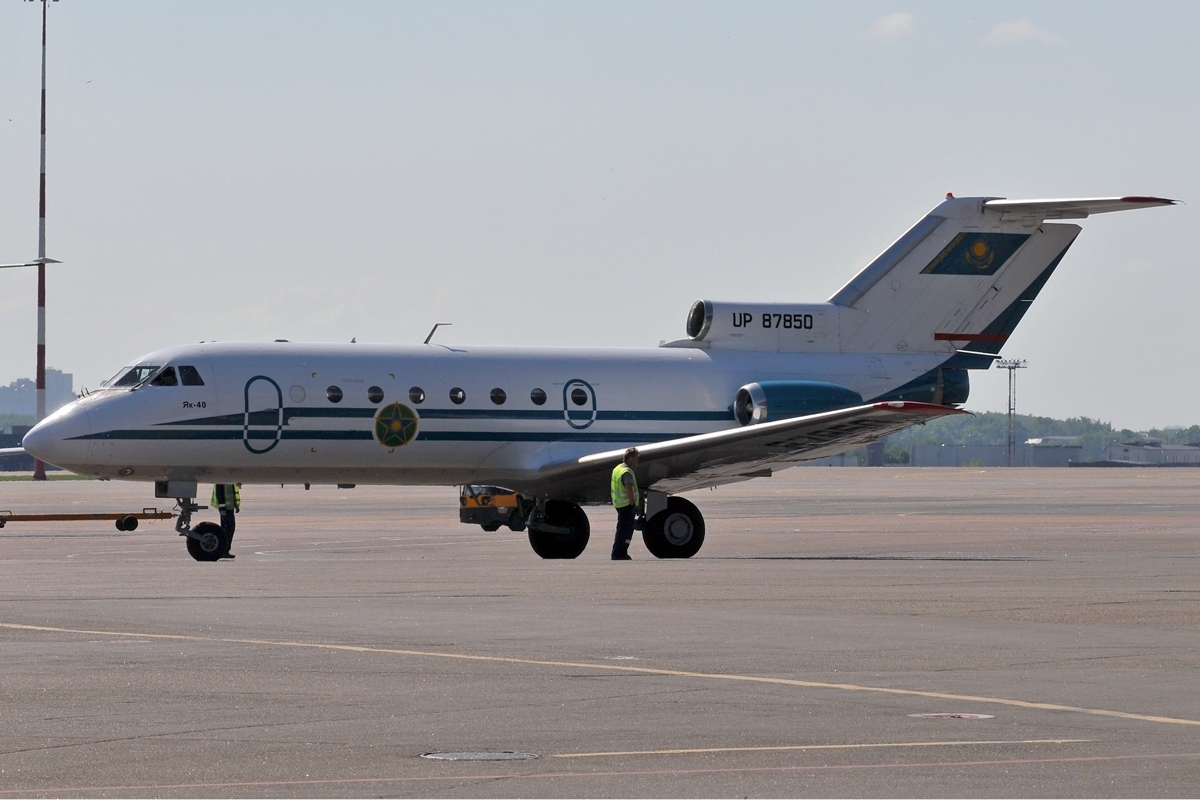
Yak-40 des Forces armées kazakhes.

En août 2013, un total de 45 avions Yakovlev Yak-40 sur 1 011 sont encore en service. La navigabilité de plusieurs Yak-40 de plus petites compagnies charter russe et d'Asie centrale est incertaine, tout comme les allées et venues d'un avion Air Libya Tibesti après la guerre civile. La plupart des avions en service aujourd'hui ont été reconfigurés pour les services VIP-charter, avec moins de dix restant en service régulier de passagers. Les opérateurs connus sont:
 Afghanistan
- Ariana Afghan Airlines – ancien exploitant
- Bakhtar Afghan Airlines (en) – ancien exploitant

 Angola
- TAAG Angola Airlines - ancien exploitant

 Azerbaijan
- Azerbaijan Airlines – ancien exploitant

 Bolivie
- Aerosur – ancien exploitant

 Bulgarie
- Balkan Bulgarian Airlines – ancien exploitant
- Hemus Air – ancien exploitant

 Cuba
- Aerocaribbean (en) – ancien exploitant
- Cubana – ancien exploitant

 Czech Republic
- Gouvernement de la République tchèque

 Tchécoslovaquie
- CSA Czech Airlines – ancien exploitant
- Gouvernement de la Tchécoslovaquie
- Slov-Air (en) – ancien exploitant

 Égypte
- EgyptAir – ancien exploitant

 Allemagne de l'Ouest
- General Air – ancien exploitant

 Grèce
- Olympic Airways – ancien exploitant

 Guatemala
- Mayan World Airlines (en) – ancien exploitant

 Honduras
- Rollins Air – ancien exploitant

 Hongrie
- Malév – ancien exploitant

 Kazakhstan
- Air Kokshetau (en) – ancien exploitant
- Bek Air – ancien exploitant (3 réformés en 2013)[11]
- East Kazakhstan Region Air Enterprise – 2 en configuration cargo
- Euro-Asia Air (en) – 2: 1 charter et un en configuration cargo
- Semeyavia (en) – 2 charter
- Tulpar Air Service (nl) – ancien exploitant
- Zhetysu Aviakompania – 2: 1 charter et un en configuration cargo
- Zhezkazgan Air (en) – 1 en service régulier

 Kirghizistan
- Kyrgyzstan Airlines (en) – ancien exploitant

 Italie
- Aertirrena (en)
- Alinord
- Avioligure

 Libya
- Air Libya Tibesti – ancien exploitant

 Lithuania
- Air Lithuania – ancien exploitant

 Moldova
- Air Moldova – 3 utilisés comme avions charter

 Philippines
- Interisland Airlines (en) – 1

 Russie
- 2nd Sverdlovsk Air Enterprise (en) – ancien exploitant
- AeroBratsk (en) – 1 en configuration cargo
- Aerolik - ancien exploitant[12]
- Ak Bars Aero (en) – 10 dont 8 en phase de retrait
- Amur Airlines (en) – 3
- Aviakompaniya SKOL – 1 charter
- Aviastar - ancien exploitant[12]
- Belgorod Air Enterprise (en) – ancien exploitant
- Bugulma Air Enterprise (en) – ancien exploitant
- Byline (en) – 1 charter
- Center-South Airlines – 1 charter
- Gazpromavia – 5 dont 3 lounge et 2 en service régulier
- Khabarovsk Airlines – 4 dont 1 cargo et 3 en service passager régulier
- LUKoil-Avia (en) – ancien exploitant
- Orel Avia - ancien exploitant[13]
- Petropavlovsk-Kamchatsky Air Enterprise (en) – 3 dont 2 cargo et 1 en service passager régulier
- Rossiya – ancien exploitant
- RusAir (en) – ancien exploitant
- Severstal Air Company – 3 charter
- Tomskavia (en) – ancien exploitant
- Tulpar Air – 2
- UTair Aviation – ancien exploitant
- Vladivostok Avia – ancien exploitant (retirés en 2013)
- Volga-Dnepr – ancien exploitant
- Vologda Aviation Enterprise (en) – ancien exploitant
- Yak Service (en) – ancien exploitant
- Yakutia Airlines – ancien exploitant
- Yamal Airlines – ancien exploitant
- Yuzhmashavia (en) – 1 charter

 Slovakia
- Government of Slovakia

 Union soviétique
- Aeroflot – ancien exploitant

 Syrie
- Syrian Arab Airlines – 2

 Tadjikistan
- Tajik Air – 1 charter
- Tajikistan Airlines – ancien exploitant

 Turkménistan
- Turkmenistan Airlines – ancien exploitant

 Ukraine
- Motor Sich Airlines
- Aerostar Airlines (en) – ancien exploitant
- Constanta Airline (en) – 1 charter
- Challenge Aero (en) – ancien exploitant

 Uzbekistan
- Uzbekistan Airways

 Venezuela
- Oriental de Aviación

 Viêt Nam
- Vietnam Airlines – ancien exploitant

### Opérateurs militaires
En novembre 2012, il ne restait plus que 17 Yak-40 en service militaire (peut-être moins, compte tenu de la situation incertaine en Syrie). Les opérateurs connus sont:
 AngolaForce aérienne nationale angolaise – ancien exploitant
 BulgarieForce aérienne bulgare – ancien exploitant
 CubaForces armées cubaines – trois en service
 TchéquieForce aérienne tchèque – deux en service
 ÉthiopieEthiopian Air Force – 1 en service
 Guinée équatorialeMilitary of Equatorial Guinea (en) – avion présidentiel
 KazakhstanForces armées kazakhes – 1 en service
 MadagascarForces armées de Madagascar – 2 en service en 2012. Première livraison en 1978. Ne sont plus en ligne en 2020.
 RussieForce aérienne russe – 1 en service
 SyrieArmée de l'air syrienne – jusqu'à 6 en service
 YémenForce aérienne yéménite – deux en service

#### Anciens Opérateurs militaires

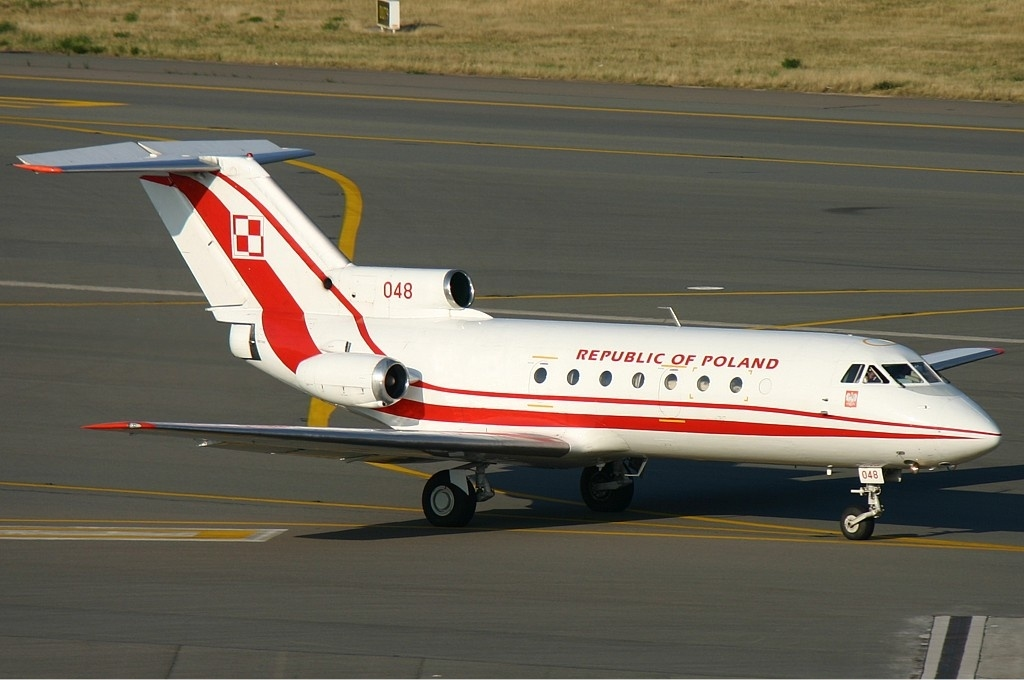
Un Yak-40 de force aérienne polonaise sur l'aéroport de Bruxelles en 2005.

AngolaForce aérienne nationale angolaise
 BulgarieForce aérienne bulgare
 TchécoslovaquieCzechoslovakian Air Force (en)
 Allemagne de l'EstForce aérienne de l'armée populaire nationale
 Guinée-BissauForces armées de la Guinée-Bissau
 HongrieForce aérienne de Hongrie
 LaosForce aérienne de l'Armée de libération populaire du Laos
 LituanieLithuanian Air Force
 PologneForce aérienne de la République polonaise
 SerbieForce aérienne et défense aérienne des forces armées serbes
 Union soviétiqueForces aériennes soviétiques
 Viêt NamForce aérienne populaire vietnamienne
 YougoslavieYugoslav Air Force (en)
 ZambieZambian Air Force
 ZimbabweForce aérienne du Zimbabwe

## Les accidents et les incidents notables
- Le 3 septembre 1970, le vol W-4 d'Aeroflot, un Yak-40 (CCCP-87690), a heurté le Mont Airy-Tash, 56 miles au nord-est de Leninabad (maintenant Khujand), Tajik SSR à 2 100 m d'altitude à la suite d'une erreur de pilotage, tuant tous les 21 à bord[15],[16].
- Le 4 mai 1972, le vol 608 d'Aeroflot, un Yak-40 (CCCP-87778), s'écrase en approche de l'aéroport de Bratsk après une perte de contrôle causée par un vent cisaillant, tuant tous les 18 à bord[17].
- Le 28 février 1973, le vol Aeroflot X-167, un Yak-40 (CCCP-87602), retombe sur la piste de l'aéroport de Semipalatinsk pendant le décollage en raison d'une erreur de l'équipage, tuant tous les trente-deux à bord[18],[19].
- Le 2 novembre 1973, le Vol F-19 Aeroflot donne lieu à une tentative de détournement d'avion.
- Le 23 mai 1974, le vol Aeroflot N-166, un Yak-40 (CCCP-87579), est écrasé près de Kiev en raison d'une possible incompétence de l'équipage, tuant tous les vingt-neuf à bord[20].
- Le 15 juillet 1975, le vol Aeroflot E-15, un Yak-40 (CCCP-87415) a frappé le mont Mtirala, Montagnes du Caucase, au cours d'une remise des gaz à l'aéroport Chorokh par mauvais temps, tuant tous les 41 à bord[21].
- Le 15 août 1975, le vol Aeroflot A-53, un Yak-40 (CCCP-87323), est entré dans un courant descendant et presque décroché et ensuite s'est écrasé à l'approche de l'aéroport de Krasnovodsk en raison d'une erreur du pilote et aux conditions météorologiques défavorables, tuant vingt-trois des vingt-huit occupants dans le pire accident aérien à l'époque au Turkménistan[22],[23].
- Le 9 septembre 1976, le vol Aeroflot 31, un Yak-40 (CCCP-87772) allant de l'aéroport de Rostov à l'aéroport de Kertch, est entré en collision en plein vol avec le Vol 7957 d'Aeroflot, un Antonov An-24 (CCCP-46518), au-dessus de la mer Noire à 37 km d'Anapa en raison de la violation des règles de séparation, l'erreur des deux équipages d'avions et probablement du contrôle au sol. Tous les 18 occupants du Yak-40 et 46 personnes à bord de l'An-24 sont morts[24].
- Le 7 octobre 1978, le vol Aeroflot 1080, un Yak-40 (CCCP-87437), s'écrase lors de la montée initiale à partir de l'aéroport Koltsovo après une panne moteur causée par le givre, tuant tous les 38 à bord[25],[26].
- Le 8 juin 1980, un Yak-40K de TAAG Angola Airlines (D2-TYC) est écrasé près de Matala (Angola) (en), tuant tous les 19 à bord; l'avion pourrait avoir été abattu par un Shenyang J-6 Zambien [27].
- Le 12 juin 1980, le vol Aeroflot W-88, un Yak-40 (CCCP-87689), a heurté le flanc d'une montagne 44 km au nord-ouest de l'aéroport de Douchanbé en raison d'erreurs de navigation de l'équipage essayant d'éviter la mauvaise Météo, tuant tous les 29 à bord[28],[29].
- Le 18 septembre 1981, le vol Aeroflot B-652, un Yak-40 (CCCP-87455) allant de l'aéroport international d'Irkoutsk à l'Aéroport Ilimskiy (en), est entré en collision dans les airs avec un hélicoptère Mi-8 (CCCP-22268) en vol d'entraînement approchant de son aéroport de destination. Le site supposé de la collision est survenue dans les nuages. Tous les 33 à bord du Yak-40 et sept occupants du Mi-8 ont été tués, ce qui en fait le troisième incident de Yak-40 le plus meurtrier à l'époque[30],[31].
- Le 16 janvier 1987, le vol Aeroflot 505, un Yak-40, s'écrase au décollage de l'aéroport de Yuzhny après avoir rencontré une turbulence de sillage d'un Iliouchine Il-76 qui avait décollé une minute avant, tuant les neuf à bord.
- Le 24 janvier 1988, le vol Aeroflot 29674, un Yak-40 (CCCP-87549) subit une panne moteurs numéro 1 et 3 au décollage à l'aéroport de Nizhnevartovsk (en). Le moteur numéro 2 a également connu quelques problèmes, mais est reparti alors que les moteurs un et trois ont finalement échoué. L'avion en panne s'est écrasé tuant 27 des 31 personnes à bord. La cause possible est une erreur de l'équipage[32],[33].
- Le 2 août 1988, à l'aéroport de Sofia, un Yak-40 LZ-DOK d'Hemus Air s'écrase au décollage. Tout le trafic civil avait été arrêté quelques minutes avant en raison du départ du Tupolev Tu-154 du leader bulgare Todor Jivkov. Après ce délai, le contrôle du trafic aérien autorisé LZ-DOK au décollage à Varna, en demandant à l'équipage d'accélérer leur départ. L'équipage n'a pas réglé la course correctement et a commencé le décollage à partir du milieu des 3 000 m de piste. L'avion n'a pas décollé et a dépassé le seuil de piste et a pris feu, tuant 29 de 37 à bord.
- Le 1er août 1990, le vol Aeroflot E-35D, un Yak-40 (CCCP-87453) voyageant de l'aéroport de Zvartnots, Armenian SSR à Stepanakert s'est écrasé sur une montagne à 22 km de sa destination tuant tous les 46 à bord. La cause était probablement une erreur de pilotage (descente prématurée)[34],[35].
- Le 14 novembre 1992, le vol 474 de Vietnam Airlines avec 31 passagers et membres d'équipage vol de Ho Chi Minh City-Tan Son Nhat International Airport à l'aéroport de Nha Trang touche des obstacles durant l'approche tuant tous sauf un passager. Des conditions météorologiques défavorables pourraient avoir été impliqués.
- Le 28 août 1993, un Yak-40 de Tajik Air (87995) un vol non régulier qui a été fortement surchargé avec 81 passagers et cinq membres d'équipage a dépassé la piste au décollage à l'aéroport de Khorog et s'est écrasé dans la rivière Panj. L'équipage a été tué et quatre passagers ont survécu. L'équipage a peut-être été obligé de surcharger l'avion. Ceci est le pire accident impliquant un Yak-40 ainsi que l'accident le plus grave au Tadjikistan.
- Le 25 février 1994, un avion Expresso Aéreo (OB-1559), piloté par deux Russes et un péruvien[36], a frappé le mont Carpish six minutes après avoir quitté Tingo María, Pérou pour Lima. Les 31 occupants ont été tués[37].
- Le 26 septembre 1994, un vol Cheremshanka Airlines de l'aéroport de Krasnoyarsk en Russie à Tura n'a pas pu atterrir à Tura à cause du mauvais temps ; il a alors été dérouté à Vanavara. Il a manqué de carburant en raison d'erreurs de l'équipage et du contrôle au sol et s'est écrasé alors qu'il tentait un atterrissage d'urgence sur une rivière à 41 km de Vanavara. Tous les 28 passagers et membres d'équipage ont été tués[38].
- Le 5 novembre 1994, un autre avion péruvien (OB-1 569) appartenant à la compagnie aérienne régionale amazonienne Servicios Aéreos Amazónicos, qui desservait la ligne Trujillo - Saposoa (en) - Juanjuí (en) - Tocache (en) - Lima, s'est écrasé dans la rivière Saposoa après avoir dépassé la piste d'atterrissage de la ville du même nom. L'avion s'est soit écrasé à cause de fortes pluies rapportées à l'époque soit en raison d'un passage de piétons accidentellement sur la piste ou les deux raisons à la fois. Sur les 31 occupants, 26 passagers et 5 membres d'équipage, 5 passagers et 1 membre d'équipage sont morts[39],[40],[41].
- Le 19 février 1997, un Semeyavia Yakovlev Yak-40 a dépassé la piste à l'atterrissage à l'aéroport de Semey, Kazakhstan . Il a eu aucun décès parmi les 14 passagers et quatre membres d'équipage à bord, mais l'avion a été endommagé au-delà du réparable[42].
- Le 17 mai 2001, un vol Faraz Qeshm Air a quitté Téhéran en direction de l'aéroport de Gorgan (Iran) transportant trente personnes, y compris le ministre des Transports iranien Rahman Dadman, deux sous-ministres et sept autres membres du parlement, a été contraint de se détourner en raison du mauvais temps et a été découvert par la suite écrasé dans les montagnes de l'Elbourz, en Iran. Tous à bord ont péri[43].
- Le 13 janvier 2004, Vol 1154 d'Uzbekistan Airways, un Yak-40 (UK-87985) partant de l'aéroport de Termez, en Ouzbékistan pour l'aéroport international de Tachkent, en Ouzbékistan, transportant 37 passagers et membres d'équipage, s'est écrasé; l'équipage n'a pas réussi à descendre pour l'approche à temps. Trouvant la piste trop courte pour atterrir, une remise des gaz a été tentée, mais a échoué. L'avion a touché le sol à la fin de la piste et l'aile gauche a heurté un bâtiment en béton. À la suite du crash, un incendie s'est déclaré, tuant tout le monde à bord[44].

## Postérité

### Héraldique

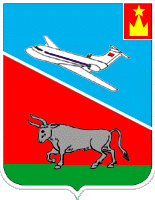
Blason de Bykovo.

Le Yak-40 apparait sur le blason de la commune de Bykovo, dans l'oblast de Moscou.

### Développement lié
- Yakovlev Yak-42

### Aéronefs comparables
- Fokker F28
- Fokker F70
- VFW-Fokker 614